# 意大利戰爭罪行

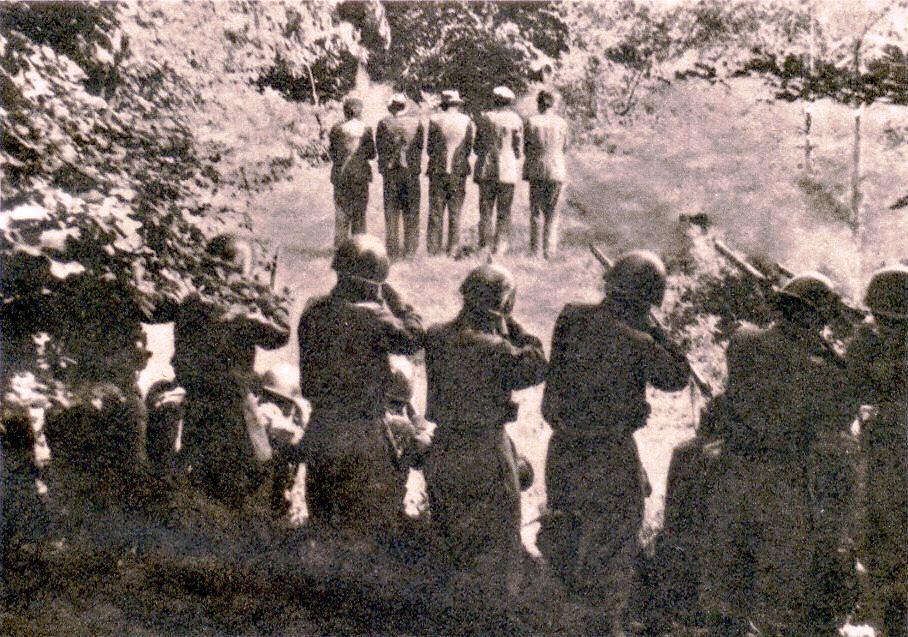
意大利士兵準備射殺斯洛文尼亞平民人質

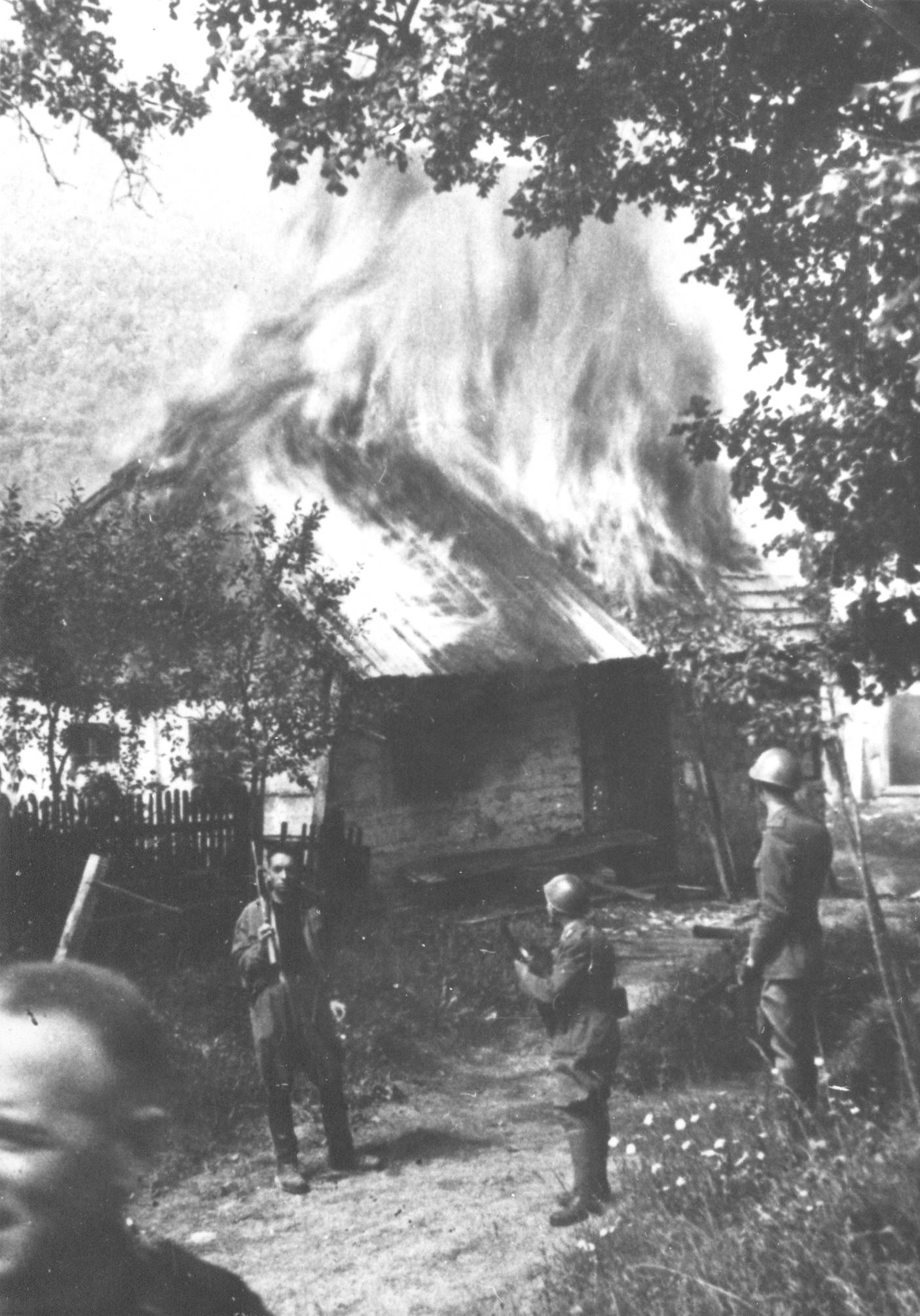
意军在克羅地亞獨立國查巴爾燒毀了一個村莊，左下一名意大利士兵在笑。(1941年)

意大利王国及二戰後期的意大利社会共和国，曾在20世纪初犯下了不少的战争罪行，其中包括1911年義土戰爭、1923年鎮壓利比亚暴動、1935年入侵埃塞俄比亚王国，以及1940年至1945年的第二次世界大战。

## 意土战争
1911年，意大利与奥斯曼帝国宣战，入侵奥斯曼的黎波里塔尼亚，以将其成为意大利的殖民地，由此展开了持续一年的意土战争。1911年10月，为报复土耳其军队对意大利步兵连的杀害，意大利对土耳其人民展开大屠杀，估计杀死 4,000 多人。据称，意大利军队还对妇女和儿童实施性犯罪。

## 鎮壓利比亚抵抗

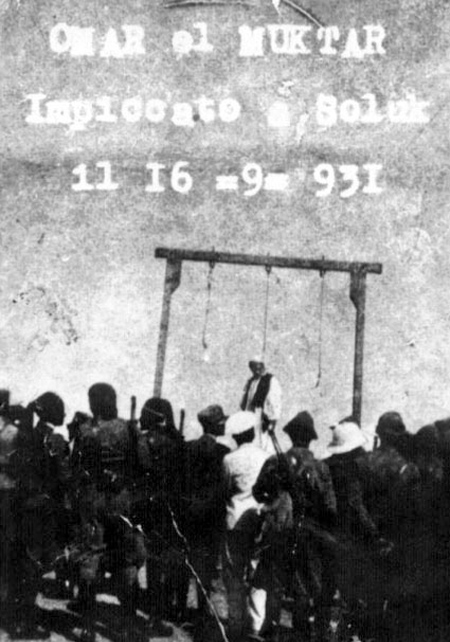
欧麦尔·穆赫塔尔被處決 (1931年9月16日)

1923年，意大利遭到由欧麦尔·穆赫塔尔率领的 Senusiyya 难民的抵抗。意大利派飞机扫射难民，协助难民抵抗的平民都被枪决。1930年，两万名贝都因人被强行安置在昔兰尼加北部的集中营，营内卫生条件恶劣，许多难民吃不饱饭，还要被强迫劳动，导致营内 4,000 人死亡。在战争期间，共有超过八万个昔兰尼加人死亡。

## 第二次意埃战争
在意埃战争中，意大利的许多罪行都被记录在案，包括使用芥子毒气等高杀伤性化学武器、将埃塞俄比亚难民关入集中营、以及对红十字会设施进行袭击。意大利声称此种行为是为了报复埃塞俄比亚方使用达姆弹的行为。
据埃塞俄比亚政府称，意埃战争直接导致 382,800 人死亡， 17,000 名妇女和儿童被炸死，超 30,000 人在1937年2月的大屠杀中被杀害，35,000 人死于集中营，300,000 人因村庄和农场被毁而陷入贫困。埃塞俄比亚政府还声称，意大利人摧毁了 2000 座教堂、 52.5 万间房屋，没收或屠杀了 600 万头牛、700 万只绵羊和山羊、170 万匹马、骡和骆驼。
在意大利成功占领埃塞俄比亚后，也曾发生过一次较大规模的大屠杀，据统计可能有 30,000 名埃塞俄比亚人被杀害，被监禁的平民更多不胜数。

## 西班牙内战
意大利直接参与了西班牙的内战。在1936年至1939年，意大利志愿军与反共产主义的国民军士兵站在同一阵线。意军在战争期间对多个军事要塞进行轰炸，包括轰炸哈蒂瓦。但轰炸的地点更多的是平民区。意军说他们轰炸平民区，目的是为了削弱“共产主义军的士气”。这期间最著名的大轰炸事件，包括巴塞罗那大轰炸，造成 1,300 名平民丧生，数千人流离失所。另外诸如杜兰戈、阿利坎特、格拉诺勒斯和格尔尼卡地区，也曾遭受意军的狂轰滥炸。

## 第二次世界大战
作为二战期间发动战争的主要“轴心国”之一，意大利在不同国家的战场上，均犯下了不少战争罪行。

### 南斯拉夫
1941年4月，意大利入侵南斯拉夫，占领了斯洛文尼亚、克罗地亚、波斯尼亚、黑山、塞尔维亚和马其顿的大部分地区，同时直接吞并了卢布尔雅那、戈尔斯基科塔尔和达尔马提亚中部以及克罗地亚的大部分岛屿。为了镇压斯洛文尼亚和克罗地亚游击队领导的抵抗势力，意大利采取了“即刻处决、劫持人质、报复、拘禁和烧毁房屋和村庄”的报复性策略。

#### 集中营

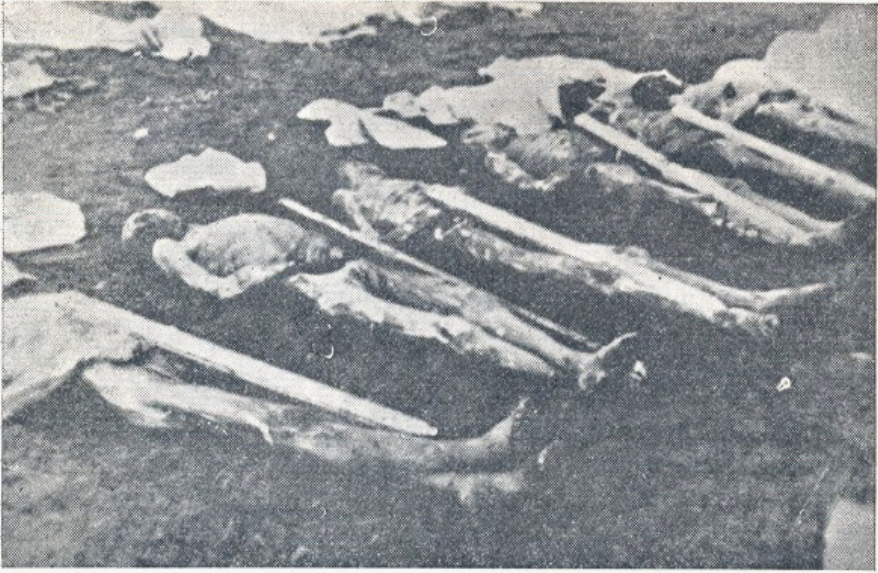
拉布島集中營的死囚犯，這是意大利前南斯拉夫平民集中營之一

意大利将高达 40,000 名斯洛文尼亚平民强行安置在卢布尔雅那的集中营，其中包括许多妇女和儿童。该行动是二战欧洲主战场最激烈的安置行动之一。1942 年 10 月，仅拉布集中营就关押了近 10,619 名平民，其中有 3,413 名妇女和儿童，儿童占 1,422 名。仅拉布就有超过 3,500 名被拘禁者死亡，其中包括至少 163 名有姓名的儿童，其死亡率为 18%。集中营的幸存者在战后仍没有得到意大利政府的任何补偿。

#### 大规模屠杀
意大利军队在1942年7月-9月及11月展开了四场大屠杀，导致近 8,000 人死亡，村庄烧毁，700 人被捕。

### 希腊

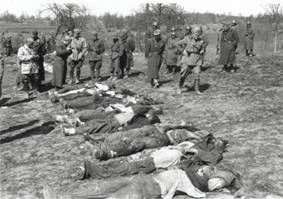
意大利軍隊在多梅尼科大屠殺期間被處決的希臘平民屍體中間行走。

1940-1941年意大利入侵希腊，并在此过程中展开大屠杀。希腊政府声称，意大利占领军摧毁了 110,000 座建筑物，并因各种原因造成了 60 亿美元的经济损失（以1938年汇率计），同时处决了 11,000 名平民。
在希意战争过程中，还出现了大饥荒，由于意军和德军合作，掠夺了希腊政府和占领区所有的粮食，最终导致 30 万人死亡。